# Lijst van rijksmonumenten in Stavoren
De stad Stavoren (Starum) telt 8 inschrijvingen in het rijksmonumentenregister. Hieronder een overzicht. 
| Object                       | Oorspronkelijke functie?  | Bouwjaar                        | Architect                                 | Locatie          | Coördinaten?                  | Nr.?   | Afbeelding             |
| ---------------------------- | ------------------------- | ------------------------------- | ----------------------------------------- | ---------------- | ----------------------------- | ------ | ---------------------- |
| Nicolaaskerk, kerk, orgel    | Vanwege onderdelen kerk   | 1785 (orgel) 1861 (kerk)        | M. en W. Meijes (orgel) J.A. Bokma (kerk) | Voorstraat 69    | 52° 52' 56" NB, 5° 21' 37" OL | 460742 | Meer afbeeldingen      |
| Havenlichten                 | Kust- en oevermarkering   | 1884                            |                                           | bij Havenweg 13  | 52° 53' 14" NB, 5° 21' 15" OL | 513616 | Meer afbeeldingen      |
| Peilschaalhuis               | Waterweg, werf en haven   | 1880                            |                                           | Havenweg 13      | 52° 53' 7" NB, 5° 21' 22" OL  | 513617 | Peilschaalhuis         |
| Lichtopstand Stavoren        | Kust- en oevermarkering   | 1884                            |                                           | bij de haven     | 52° 53' 17" NB, 5° 21' 27" OL | 513618 | Meer afbeeldingen      |
| Twee rolpalen                | Scheepshulpmiddel         | ca. 1880-1884                   |                                           | bij Havenweg 13  | 52° 53' 11" NB, 5° 21' 16" OL | 513619 | Rolpalen Twee rolpalen |
| Oude zeesluis                | Waterkering en -doorlaat  | 1576 1894 (uitbr.) 1979 (rest.) |                                           | bij Noord 16     | 52° 53' 10" NB, 5° 21' 32" OL | 513626 | Meer afbeeldingen      |
| Voorm. Stadhuis van Stavoren | Bestuursgebouw en onderdl | 1880                            |                                           | Voorstraat 94-96 | 52° 52' 54" NB, 5° 21' 33" OL | 527699 | Meer afbeeldingen      |
| J.L. Hooglandgemaal          | Gemaal                    | 1966                            | P. de Vries (1966)                        | Stadsfenne 33    | 52° 52' 41" NB, 5° 21' 52" OL | 532138 | Meer afbeeldingen      |